# Didymella culmigena
Didymella culmigena är en svampart. Didymella culmigena ingår i släktet Didymella, ordningen Pleosporales, klassen Dothideomycetes, divisionen sporsäcksvampar och riket svampar.

## Underarter
Arten delas in i följande underarter:
- endorhodia
- culmigena